# Grönländische Badmintonmeisterschaft 2021
Die Grönländische Badmintonmeisterschaft 2021 fand vom 29. März bis zum 3. April 2021 in Nuuk statt.

## Sieger und Platzierte
| Disziplin    | Gold                                       | Silber                          | Bronze                                   |
| ------------ | ------------------------------------------ | ------------------------------- | ---------------------------------------- |
| Herreneinzel | Jens Frederik Nielsen                      | Nikki Eriksen Nathansen         | Henrik Jensen                            |
| Dameneinzel  | Tina Amassen Rafaelsen                     | Cecilia Josefsen                | Karolina Josenius                        |
| Herrendoppel | Jens Frederik Nielsen Sequssuna F. Schmidt | Michael Kleist Henrik Jensen    | Karl Jakob Thomassen Frank Bagger        |
| Damendoppel  | Tina Amassen Rafaelsen Karolina Josenius   | Sandra Bro Malu P. Degn         | Julia Thomsen Cecilia Josefsen           |
| Mixed        | Frank Bagger Malu P. Degn                  | Karl Jakob Thomassen Sandra Bro | Nikki Eriksen Nathansen Cecilia Josefsen |